# Рукгабер, Иоганн
Иоганн Рукгабер (нем. Johann Ruckgaber, Ян Рукгабер, пол. Jan Ruckgaber, настоящее имя Жан де Монтальбан, фр. Jean de Montalban; 21 ноября 1799, Вена — 5 января 1876, Львов) — австрийский музыкант французского происхождения, композитор, пианист, музыкальный педагог, дирижёр.

## Биография
Согласно сведениям, сохранившимся в семье музыканта, родился в семье Жана де Монтальбана, французского офицера-роялиста, эмигрировавшего в Австрию. Осиротел в 1809 году после гибели отца в рядах австрийской армии в Битве при Ваграме. Был усыновлён своим воспитателем Йозефом Рукгабером и принял его фамилию. Начал учиться музыке в Вене, в том числе под руководством Иоганна Непомука Гуммеля. Затем в 1816—1819 гг. продолжал образование частными уроками в Париже.
В январе 1818 года выступил с серией концертов во Львове, затем в первой половине 1820-х гг. много гастролировал как по Галиции, так и по украинским землям в составе Российской империи (в частности, в 1824—1825 гг. выступал во Львове и Киеве в дуэте с Каролем Липиньским). В 1826 году окончательно обосновался во Львове, постоянно концертировал, сочинял музыку для театральных постановок. Во львовском музыкальном издательстве Пиллера печатались концертные пьесы Рукгабера — полонезы, мазурки, романсы. Венские связи Рукгабера способствовали приезду во Львов на гастроли ряда заметных музыкантов, в том числе Франца Ксавера Моцарта и Игнаца Шуппанцига.
В 1834 году вместе с Францем Ксавером Моцартом основал во Львове Общество друзей музыки (с 1838 года Галицийское музыкальное общество), в 1838—1842 гг. его художественный руководитель и дирижёр. С 1839 года возглавлял также музыкальную школу при Обществе, которая считается предшественницей Львовской консерватории. После перерыва в работе общества вследствие революционных событий 1848—1849 гг. в 1852 году вновь возглавил воссозданное Общество и музыкальную школу, преподавал гармонию, инструментовку, композицию. В 1857 году, в связи с ухудшением здоровья, снял с себя руководящие обязанности и сосредоточился только на преподавании и композиции. В 1862—1867 гг. преподавал частным образом в Валахии, затем вернулся во Львов.
Похоронен на Лычаковском кладбище во Львове.

## Творчество
Рукгаберу принадлежит около 100 сочинений, среди которых преобладает салонная инструментальная музыка. Он также написал фортепианный концерт Op. 20, концертные вариации на польскую тему для фортепиано с оркестром Op. 18, фортепианный квинтет, струнный квартет, вариации для скрипки и фортепиано, сонату для кларнета и фортепиано Op. 97, кантату «С Богом за Отечество» (нем. Mit Gott für das Vaterland) для мужского хора и духового оркестра Op. 63.
Одна из мазурок Рукгабера вошла в состав альбома «Польские мазурки», записанного пианисткой Анной Кияновской (2023).

## Семья
В 1834 году женился на Марии Ксавере Маркль, шестеро детей. В 1862 году брак распался. Потомство третьего сына, капитана Эрнеста Рукгабера (1838—1888), сохранило часть архива композитора и открыло мемориальный сайт.